# Ed, Edd & Eddy
Ed, Edd och Eddy (original: Ed, Edd n Eddy) är en amerikansk-kanadensisk animerad komediserie, skapad av Danny Antonucci och producerad av a.k.a. Cartoon. Serien kretsar kring de tre ungdomarna Ed, Edd (Dubbel-D) och Eddy. Inofficiellt ledd av Eddy försöker trion, Edarna, komma på planer att tjäna pengar av sina kamrater för att köpa deras favoritgodis, så kallade jättekarameller (även kallade "sockerkulor", engelska jawbreakers). Dock misslyckas ofta deras planer, vilket försätter dem i obehagliga situationer.
Antonucci skapade serien, utformad att likna tecknade serier under 1940-70, medan han utformade reklaminslag. Han visade upp resultatet för TV-kanalerna Cartoon Network och Nickelodeon, vilka båda krävde att styra den kreativa processen, vilket Antonucci sade nej till. Cartoon Network ändrade sig dock och TV-serien startade 1999 i USA.
Vidare har böcker, serietidningar, TV-spel, specialavsnitt med mera utformats baserat på eller innehållande seriens karaktärer. Under 2009 visades TV-filmen Ed, Edd n Eddy's Big Picture Show, vilket avslutade serien.
Serien visades i över 120 olika länder med över 30 miljoner tittare och var populär bland både barn, ungdomar och vuxna.

## Svenska röster
- Ed – Stefan Frelander
- Dubbel-D – Mikael Roupé
- Eddy – Stefan Frelander
- Jonny – Johan Wikström
- Jimmy – Dan Bratt/Håkan Mohede
- Sara – Lena Ericsson
- Kevin – Gizela Rasch
- Rolf/Reinar – Håkan Mohede
- Tess – Gizela Rasch
- Lee Kratz – Gizela Rasch
- Marie Kratz – Gunilla Herminge
- May Kratz – Lena Ericsson
- Eddy's bror – Mikael Roupé bara i en långfilm

## Engelska originalröster
- Ed – Matt Hill
- Double-D – Samuel Vincent
- Eddy – Tony Sampson
- Jonny – David Paul Grove alias "Buck"
- Jimmy – Keenan Christensen
- Sarah – Janyse Jaud
- Kevin – Kathleen Barr
- Rolf – Peter Kelamis
- Nazz – Tabitha St. Germain (säsong 1, avsnitt 1 endast), Erin Fitzgerald (säsonger 1, 2, 4–6), Jenn Forgie (säsong 3)
- Lee Kanker – Janyse Jaud
- Marie Kanker – Kathleen Barr
- May Kanker – Erin Fitzgerald (säsonger 1, 2, 4–6), Jenn Forgie (säsong 3)
- Eddy's brother – Terry Klassen